# Victor Pițurcă
Victor Pițurcă (ur. 8 maja 1956 w Orodel, okręg Dolj) – rumuński piłkarz i trener piłkarski, podczas kariery występował na pozycji napastnika.
Jako zawodnik najdłużej – po sześć sezonów – związany był z klubami Universitatea Craiova i Steaua Bukareszt. Z tym ostatnich odniósł największe sukcesy w swojej karierze: pięciokrotnie zdobył mistrzostwo, czterokrotnie Puchar Rumunii, a także brał udział w dwu najlepszych występach międzynarodowych tego zespołu. W 1986 wygrał z nim Puchar Europejskich Mistrzów Krajowych, a trzy lata później ponownie dotarł do finału tych rozgrywek.
Po zakończeniu kariery piłkarskiej poświęcił się pracy szkoleniowej. W latach 1998–1999 oraz 2004–2008 był selekcjonerem reprezentacji Rumunii, z którą awansował do Euro 2000 i Euro 2008. Pracował także w Steaule Bukareszt (mistrzostwo i dwa wicemistrzostwa kraju) oraz Universitatei Craiova (wicemistrzostwo). Od czerwca 2011 ponownie – po raz trzeci w karierze – jest opiekunem drużyny narodowej. Pițurcă jest trenerem, który wywalczył z nią awans do wszystkich turniejów, w jakich zagrała w ciągu ostatnich jedenastu lat.
W rankingu IFFHS na najlepszego trenera piłkarskiego na świecie w latach 1996–2010 zajął 127. miejsce, ale znalazło się w nim tylko trzech szkoleniowców z Rumunii. Dwaj pozostali, Anghel Iordănescu i Mircea Lucescu, zajęli ex aequo 46. pozycję.

## Kariera piłkarska

### Kariera klubowa
Jest wychowankiem Universitatei Craiova, gdzie na początku lat 70. miał okazję podglądać Iona Oblemenco, jednego z najskuteczniejszych napastników rumuńskiej ekstraklasy i jej trzykrotnego króla strzelców. Pițurcă był wówczas zawodnikiem drużyny młodzieżowej i dlatego nie uczestniczył w osiągnięciu jednego z największych sukcesów w historii Universitatei: mistrzostwa kraju w sezonie 1973–1974. Zaraz po zakończeniu tych rozgrywek odszedł z klubu, ale pobyty w zespołach niższych lig (Dinamo Slatina, Pandurii Târgu Jiu i Drobeta Turnu Severin) okazały się krótkie i niezbyt owocne.

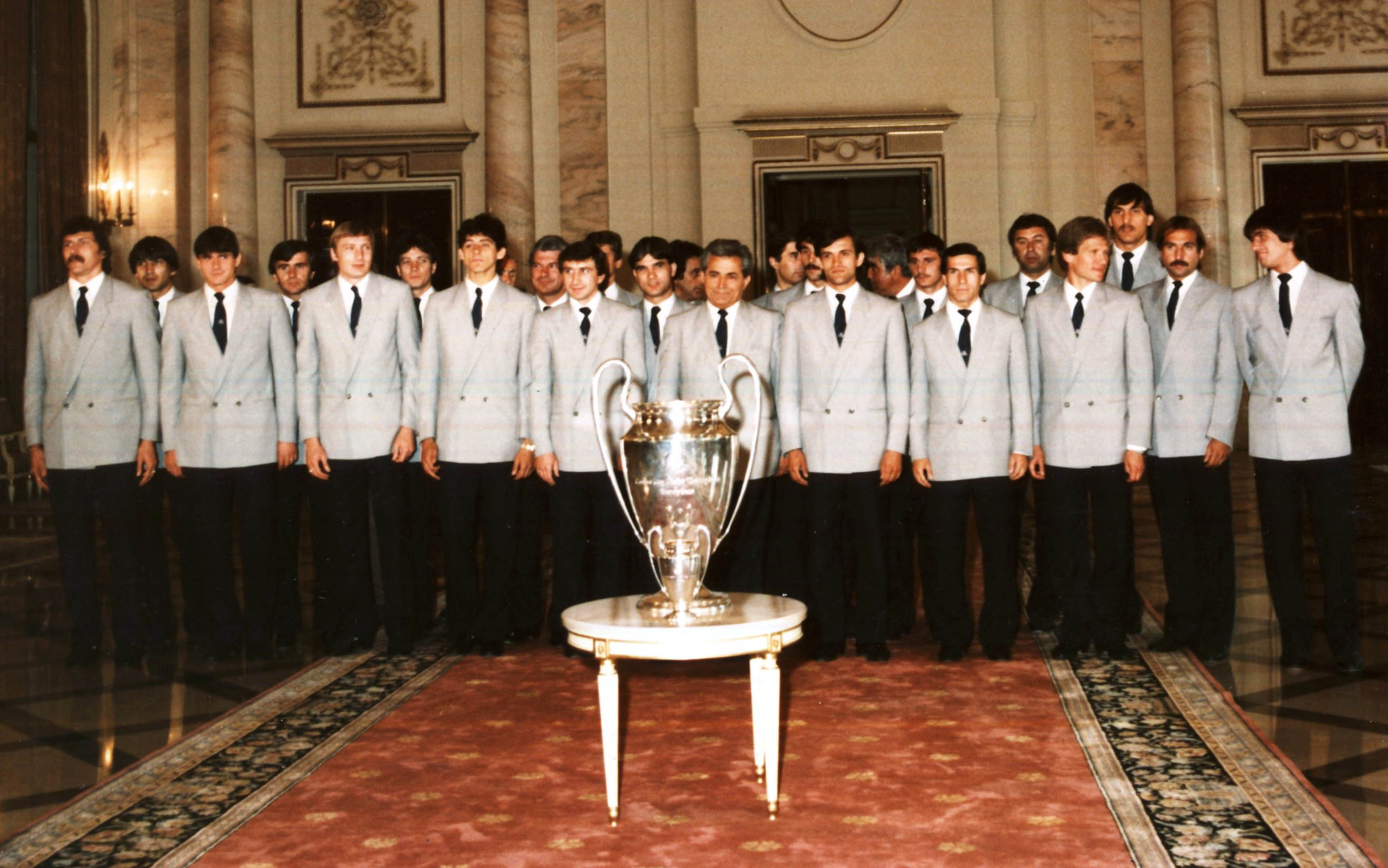
Piłkarze Steauy po zwycięstwie w PEMK 1985–1986

W wieku dwudziestu trzech lat przeniósł się do Olt Scornicești, drużyny głównie broniącej się przed spadkiem z ekstraklasy, ale cieszącej się sympatią Nicolae Ceaușescu (Scornicești było rodzinną miejscowością dyktatora). W Olcie Pițurcă spotkał kilku innych graczy, którzy później – razem z nim – trafią do Steauy Bukareszt: Ilie Bărbulescu, Adriana Bumbescu i Marina Radu. W ciągu czterech lat gry w Olcie największe osiągnięcie zanotował w sezonie 1981–1982, kiedy klub zajął w tabeli czwarte miejsce, wyprzedzając m.in. Steauę.
W 1984 został piłkarzem Steauy Bukareszt. Trafił na jeden z najlepszych okresów w historii tego klubu; drużyna prowadzona wówczas przez Emerica Jeneia zdobyła w tym czasie pięć tytułów mistrza kraju, trzy Puchary Rumunii, a także – w sezonie 1985–1986 – jako pierwsza z Rumunii wygrała Puchar Europejskich Mistrzów Krajowych. W tych rozgrywkach Pițurcă, który tworzył duet napastników z młodszym o osiem lat Mariusem Lăcătușem, strzelił pięć goli w dziewięciu grach, m.in. w 36 sekundzie meczu z Honvédem Budapeszt (rekord). Łącznie zaś w ciągu sześciu lat spędzonych w Steaule strzelił dla niej 137 goli, a w jednym sezonie (1987–1988), w którym zresztą wywalczył koronę króla strzelców, popisał się niespotykanym wyczynem: w 33 meczach zdobył 34 bramki.
Po dotarciu ze Steauą do drugiego w historii finału Pucharu Europejskich Mistrzów Krajowych (0:4 z AC Milanem w 1989) Pițurcă zdecydował się na pierwszy w karierze transfer zagraniczny. Wyjechał do drugoligowego RC Lens, gdzie występował razem z innym byłym graczem Steauy, Tudorelem Stoiką. Po roku Stoica wrócił do Bukaresztu, a Pițurcă zakończył karierę.
Jak napisał jeden z polskich dziennikarzy sportowych:

Pițurcă był jednym z najskuteczniejszych piłkarzy Europy w połowie lat 80. Jednak urodził się kilka lat za wcześnie, by przejść do legendy jak Hagi, Popescu czy Petrescu. Rozminął się z największymi sukcesami kadry, na Zachód mógł wyjechać dopiero po trzydziestce.

### Kariera reprezentacyjna
W reprezentacji Rumunii zadebiutował w wieku dwudziestu dziewięciu lat, 27 marca 1985 w meczu towarzyskim z Polską (0:0). Występował w niej nieregularnie, rzadko w pierwszym składzie i tylko przez dwa lata. Kiedy selekcjonerem był Mircea Lucescu, znacznie wyżej ceniono umiejętności Mariusa Lăcătușa i Rodiona Cămătaru.
Dopiero, kiedy jesienią 1986 trenerem kadry został Emeric Jenei, szkoleniowiec, który prowadził go w Steaule, Pițurcă na jakiś czas awansował do pierwszej jedenastki. Brał udział w przegranych eliminacjach do Euro 1988, gdzie m.in. strzelił gola Hiszpanom w meczu wygranym 3:1. Jednak z powodu słabszych występów Rumunów w innych spotkaniach na mistrzostwa pojechali Hiszpanie.
Pițurcă po raz ostatni w kadrze zagrał 18 listopada 1987 w meczu eliminacyjnym z Austrią (0:0). Łącznie w trzynastu grach strzelił sześć goli.

## Kariera szkoleniowa

### 1991–1998: pierwsze lata pracy szkoleniowej
Po zakończeniu kariery piłkarskiej został włączony do sztabu szkoleniowego Steauy Bukareszt, gdzie w sezonie 1991–1992 był asystentem Emerica Jeneia, a po jego zwolnieniu tymczasowo przejął jego obowiązki, zanim do klubu nie powrócił Anghel Iordănescu. Zdobył w tym krótkim okresie Puchar Rumunii.
Pierwszą pracę w charakterze opiekuna drużyny seniorów dostał w klubie, w którym zaczynał piłkarską karierę: w Universitatei Craiova. Prowadził ją w rozgrywkach 1994–1995, które drużyna zakończyła na drugim miejscu, a jej zawodnik, Gheorghe Craioveanu, zdobył koronę króla strzelców. Udany sezon w Craiovej sprawił, że młodym trenerem zainteresował się Rumuński Związek Piłki Nożnej. Pițurcă otrzymał propozycję prowadzenia reprezentacji młodzieżowej, która miała – jako gospodarz – zapewniony start na mistrzostwach Europy U-21 w 1998. W meczach grupowych młodzi Rumuni pokonali m.in. rówieśników z Litwy i Irlandii, ale w ćwierćfinale ulegli Holendrom (1:2). Wśród podopiecznych Pițurki byli wówczas m.in. Bogdan Lobonț, Erik Lincar, Cosmin Contra, Florentin Petre i Ionel Dănciulescu.

### 1998–1999: reprezentacja Rumunii (I)
| Mecze reprezentacji Rumunii pod wodzą Victora Pițurki (1998–1999) | Mecze reprezentacji Rumunii pod wodzą Victora Pițurki (1998–1999) | Mecze reprezentacji Rumunii pod wodzą Victora Pițurki (1998–1999) | Mecze reprezentacji Rumunii pod wodzą Victora Pițurki (1998–1999) | Mecze reprezentacji Rumunii pod wodzą Victora Pițurki (1998–1999) | Mecze reprezentacji Rumunii pod wodzą Victora Pițurki (1998–1999) | Mecze reprezentacji Rumunii pod wodzą Victora Pițurki (1998–1999) |
| Data                                                              | Przeciwnik                                                        | Z-R-P                                                             | Wynik                                                             | Stadion                                                           | Rozgrywki                                                         |                                                                   |
| 1998                                                              | 1998                                                              | 1998                                                              | 1998                                                              | 1998                                                              | 1998                                                              | 1998                                                              |
| ----------------------------------------------------------------- | ----------------------------------------------------------------- | ----------------------------------------------------------------- | ----------------------------------------------------------------- | ----------------------------------------------------------------- | ----------------------------------------------------------------- | ----------------------------------------------------------------- |
| 19 sierpnia 1998                                                  | Norwegia                                                          | R                                                                 | 0–0                                                               | Ullevaal Stadion, Oslo                                            | Mecz towarzyski                                                   |                                                                   |
| 2 września 1998                                                   | Liechtenstein                                                     | Z                                                                 | 7–0                                                               | Stadion Ghencea, Bukareszt                                        | El. do Euro 2000                                                  |                                                                   |
| 5 września 1998                                                   | Niemcy                                                            | R                                                                 | 1–1                                                               | Stadion Ta’Qali, Valletta (Malta)                                 | Mecz towarzyski                                                   |                                                                   |
| 10 października 1998                                              | Portugalia                                                        | Z                                                                 | 1–0                                                               | Estádio das Antas, Porto                                          | El. do Euro 2000                                                  |                                                                   |
| 14 października 1998                                              | Węgry                                                             | R                                                                 | 1–1                                                               | Stadion im. Ferenca Puskása, Budapeszt                            | El. do Euro 2000                                                  |                                                                   |
| 1999                                                              |                                                                   |                                                                   |                                                                   |                                                                   |                                                                   |                                                                   |
| 3 marca 1999                                                      | Estonia                                                           | Z                                                                 | 2–0                                                               | Stadionul Național, Bukareszt                                     | Mecz towarzyski                                                   |                                                                   |
| 10 marca 1999                                                     | Izrael                                                            | P                                                                 | 0–2                                                               | Stadionul Național, Bukareszt                                     | Mecz towarzyski                                                   |                                                                   |
| 27 marca 1999                                                     | Słowacja                                                          | R                                                                 | 0–0                                                               | Stadionul Național, Bukareszt                                     | El. do Euro 2000                                                  |                                                                   |
| 31 marca 1999                                                     | Azerbejdżan                                                       | Z                                                                 | 1–0                                                               | Stadion Tofika Bachramowa, Baku                                   | El. do Euro 2000                                                  |                                                                   |
| 28 kwietnia 1999                                                  | Belgia                                                            | Z                                                                 | 1–0                                                               | Stadion Ghencea, Bukareszt                                        | Mecz towarzyski                                                   |                                                                   |
| 5 czerwca 1999                                                    | Węgry                                                             | Z                                                                 | 2–0                                                               | Stadion Ghencea, Bukareszt                                        | El. do Euro 2000                                                  |                                                                   |
| 9 czerwca 1999                                                    | Azerbejdżan                                                       | Z                                                                 | 4–0                                                               | Stadion Ghencea, Bukareszt                                        | El. do Euro 2000                                                  |                                                                   |
| 18 sierpnia 1999                                                  | Cypr                                                              | R                                                                 | 2–2                                                               | Tsirion Stadium, Limassol                                         | Mecz towarzyski                                                   |                                                                   |
| 4 września 1999                                                   | Słowacja                                                          | Z                                                                 | 5–1                                                               | Tehelné pole, Bratysława                                          | El. do Euro 2000                                                  |                                                                   |
| 8 września 1999                                                   | Portugalia                                                        | R                                                                 | 1–1                                                               | Stadion Ghencea, Bukareszt                                        | El. do Euro 2000                                                  |                                                                   |
| 9 października 1999                                               | Liechtenstein                                                     | Z                                                                 | 3–0                                                               | Rheinpark Stadion, Vaduz                                          | El. do Euro 2000                                                  |                                                                   |

Kiedy z reprezentacją seniorów po Mundialu 1998 pożegnał się Anghel Iordănescu, Pițurcă został jego następcą. Jego celem było odmłodzenie kadry oraz awans do Euro 2000. W eliminacjach do tego turnieju Rumuni pokonali głównego rywala, Portugalię (1:0 i 1:1), jednak z powodu słabszych występów w pozostałych meczach (remisy z Węgrami i Słowacją) zajęli w tabeli drugie miejsce. Awansowali do mistrzostw bez konieczności rozgrywania spotkań barażowych, bo spośród wszystkich wiceliderów mieli najwięcej punktów. W ciągu tego czasu przegrali tylko jeden mecz, towarzyski z Izraelem (0:2) w marcu 1999.
Odmładzanie kadry zaś udało się połowicznie; Pițurcă rozpoczął proces odsuwania od reprezentacji graczy z pokolenia, które dotarło do ćwierćfinału Mundialu 1994, i zastępowania ich młodszymi graczami. Jednak starsi zawodnicy, z kapitanem Gheorghe Hagim na czele, zbuntowali się przeciwko selekcjonerowi, a sam Hagi przedstawił kierownictwu federacji ultimatum; odejdzie albo Pițurcă albo on zakończy karierę reprezentacyjną. W związku z tym trener, który wywalczył awans do mistrzostw Europy, a w ciągu całej kadencji zanotował tylko jedną porażkę (16 meczów, 9-6-1), na początku listopada 1999 został odwołany. Jego miejsce zajął Emeric Jenei, który następnie na Euro 2000 doprowadził Rumunów do ćwierćfinału.

### 2000–2004: Steaua Bukareszt
Niedługo po odejściu z reprezentacji został zatrudniony w Steaule Bukareszt, gdzie zresztą zastąpił Emerica Jeneia, swojego następcę na stanowisku selekcjonera kadry. Dokończył z zespołem sezon 1999–2000, w którym zajął on dopiero trzecie miejsce w lidze i po raz pierwszy od dziesięciu lat nie awansował do europejskich pucharów. Działacze klubu nie wyciągnęli jednak konsekwencji wobec trenera, który przed kolejnymi rozgrywkami poczynił znaczne zmiany kadrowe: podobnie jak w reprezentacji postawił na młodych graczy (np. Mirela Rădoia), a ci doświadczeni musieli odejść z klubu. Właśnie wtedy ze Steauą pożegnali się: Daniel Prodan, Ștefan Stoica oraz 36-letni Marius Lăcătuș, były kolega klubowy Pițurki. W efekcie w sezonie 2000–2001 Steaua odzyskała, utracone trzy lata wcześniej, mistrzostwo oraz zdobyła Superpuchar kraju.
Jednak kolejne rozgrywki klub zakończył dopiero na czwartym miejscu, czyli zanotował najgorszy wynik od sezonu 1982–1983, kiedy był piąty. Nie udał się także jego start w europejskich pucharach: z walki o Ligę Mistrzów został wyeliminowany już w III rundzie kwalifikacyjnej przez Dynamo Kijów (2:4 i 1:1), a następnie odpadł w pierwszej fazie Pucharu UEFA po porażce z FC Sankt Gallen (1:2 i 1:1). Brak wyników w lidze i rozgrywkach międzynarodowych sprawił, że po zakończeniu rozgrywek Pițurcă został zdymisjonowany.
Jednak jego następca, Cosmin Olăroiu, zrezygnował z pracy w Steaule jeszcze szybciej: już po siedmiu kolejkach nowego sezonu. Działacze Steauy postanowili po raz kolejny zaufać Pițurce, który następnie doprowadził ten klub do dwóch tytułów wicemistrza kraju (2002–2003 i 2003–2004). W obu sezonach Steaua przegrywała z Rapidem Bukareszt.

### 2004–2009: reprezentacja Rumunii (II)
| "Pițurcă to człowiek z misją. Zakochany w taktyce, opanowany, ale kiedy trzeba - surowy i uparty. U niego zasady są jasne: nikt nie może być większy od drużyny, pomagamy sobie i idziemy do celu prostą drogą, bez dodatkowych atrakcji"–dziennikarz Paweł Wilkowicz przed Euro 2008 |

W listopadzie 2004 po remisie 1:1 z Armenią w eliminacjach do Mundialu 2006 z funkcji selekcjonera reprezentacji Rumunii zrezygnował Anghel Iordănescu. Mimo iż Rumunii zajmowali wtedy drugie miejsce w tabeli, trener podkreślał, że niezadowalający wynik i gra w ostatnim meczu wymagają od niego „honorowej decyzji”. Miesiąc później ogłoszono, że jego następcą został Pițurcă.
W kwalifikacjach do Mundialu Rumunii rywalizowali m.in. z Holandią i Czechami. Mecze z tą pierwszą drużyną okazały się decydujące dla przebiegu całych eliminacji; reprezentacja prowadzona już przez Pițurkę dwukrotnie przegrała z Holendrami (po 0:2), przez co nawet dobre wyniki w spotkaniach z Czechami (1:0) i słabszymi zespołami z tej grupy (zwycięstwa nad Armenią, Andorą i Finlandią) nie pomogły Rumunii w awansie do mistrzostw. Drużyna zajęła trzecie miejsce ze stratą jednego punktu do Czechów i dwu do Holendrów.
Przed eliminacjami do kolejnego turnieju, Euro 2008, trener dokonał kilku korekt personalnych w kadrze. Postawił zdecydowanie na graczy młodych, chociaż już od kilku lat osiągających sukcesy w ligach europejskich. W bramce po odejściu Bogdana Stelei pewne miejsce zdobył Bogdan Lobonț. W obronie grali zwykle Cosmin Contra (Getafe CF), Cristian Chivu (Inter Mediolan), Paul Codrea (AC Siena), Răzvan Raț (Szachtar Donieck) lub Gabriel Tamaș (Celta Vigo). Drugą linię tworzyli młodzi gracze Steauy: Dorin Goian, Bănel Nicoliță, Mirel Rădoi i Nicolae Dica. W ataku zaś trener mógł wybierać między największą w tamtym czasie gwiazdą reprezentacji Adrianem Mutu (ACF Fiorentina), a młodym Ciprianem Maricą (VfB Stuttgart) i Danielem Niculae (AJ Auxerre). W kwalifikacjach do Euro ten zespół zajął pierwsze miejsce w grupie, wyprzedzając m.in. Holandię (0:0 i 1:0). W całych kwalifikacjach zanotował tylko jedną porażkę (z Bułgarią), a w meczach towarzyskich pokonał dodatkowo Hiszpanię (1:0) i Turcję (2:0). Po trwającym kilka lat regresie reprezentacja ponownie powróciła do europejskiej czołówki; w rankingu FIFA zespół zajmował w tym czasie miejsca w drugiej dziesiątce (od marca 2007 do sierpnia 2008: od 14. do 11.), czyli tak jak w najlepszym okresie lat 90.
Jednak na samym turnieju Rumuni trafili do grupy, nazwanej przez dziennikarzy „grupą śmierci”: oprócz nich zagrali tu mistrzowie świata Włosi, wicemistrzowie Francuzi i Holendrzy, z którymi mierzyli się już w eliminacjach. Po dwóch remisach z Francją (0:0) i Włochami (1:1) w ostatnim meczu ulegli drużynie prowadzonej przez Marka van Bastena (0:2) i ostatecznie zajęli trzecie miejsce w grupie.
Mimo porażki na turnieju Pițurcă zachował stanowisko i rozpoczął przygotowania do kolejnych eliminacji, do Mundialu 2010. Jednak po nieudanym początku już w kwietniu 2009 został zdymisjonowany: Rumuni w pięciu meczach wywalczyli tylko cztery punkty (1:0 z Wyspami Owczymi i 2:2 z Francją); przegrali spotkania z Litwą (0:3), Serbią (2:3) i Austrią (1:2). W chwili zwolnienia trenera zajmowali przedostatnie miejsce w swojej grupie. Do dymisji – oprócz złych wyników sportowych – przyczynił się rzekomy udział Pițurki w aferze korupcyjnej; w październiku 2008 został on zatrzymany na lotnisku w Bukareszcie i oskarżony o nakłanianie do fałszywych zeznań. Swoją drugą kadencję na stanowisku selekcjonera kadry zakończył z bilansem 47 meczów: 28-7-12.
Po rozstaniu z reprezentacją ponownie pracował – tym razem bardzo krótko – w Steaule Bukareszt i Universitatei Craiova.

### 2011–2014: reprezentacja Rumunii (III)
| Mecze reprezentacji Rumunii pod wodzą Victora Pițurki (2011–2014) | Mecze reprezentacji Rumunii pod wodzą Victora Pițurki (2011–2014) | Mecze reprezentacji Rumunii pod wodzą Victora Pițurki (2011–2014) | Mecze reprezentacji Rumunii pod wodzą Victora Pițurki (2011–2014) | Mecze reprezentacji Rumunii pod wodzą Victora Pițurki (2011–2014) | Mecze reprezentacji Rumunii pod wodzą Victora Pițurki (2011–2014) | Mecze reprezentacji Rumunii pod wodzą Victora Pițurki (2011–2014) |
| Data                                                              | Przeciwnik                                                        | Z-R-P                                                             | Wynik                                                             | Stadion                                                           | Rozgrywki                                                         |                                                                   |
| 2011                                                              | 2011                                                              | 2011                                                              | 2011                                                              | 2011                                                              | 2011                                                              | 2011                                                              |
| ----------------------------------------------------------------- | ----------------------------------------------------------------- | ----------------------------------------------------------------- | ----------------------------------------------------------------- | ----------------------------------------------------------------- | ----------------------------------------------------------------- | ----------------------------------------------------------------- |
| 10 sierpnia 2011                                                  | San Marino                                                        | Z                                                                 | 1–0                                                               | Stadion Olimpijski, Serravalle                                    | mecz towarzyski                                                   |                                                                   |
| 2 września 2011                                                   | Luksemburg                                                        | Z                                                                 | 2–0                                                               | Stade Josy Barthel, Luksemburg                                    | El. do Euro 2012                                                  |                                                                   |
| 6 września 2011                                                   | Francja                                                           | R                                                                 | 0–0                                                               | Stadionul Național, Bukareszt                                     | El. do Euro 2012                                                  |                                                                   |
| 7 października 2011                                               | Białoruś                                                          | R                                                                 | 2–2                                                               | Stadionul Național, Bukareszt                                     | El. do Euro 2012                                                  |                                                                   |
| 11 października 2011                                              | Albania                                                           | R                                                                 | 1–1                                                               | Stadion Miejski, Prisztina (Kosowo)                               | El. do Euro 2012                                                  |                                                                   |
| 11 listopada 2011                                                 | Belgia                                                            | P                                                                 | 1–2                                                               | Stadionul Național, Bukareszt                                     | mecz towarzyski                                                   |                                                                   |
| 15 listopada 2011                                                 | Grecja                                                            | Z                                                                 | 3–1                                                               | Cashpoint-Arena, Altach (Austria)                                 | mecz towarzyski                                                   |                                                                   |
| 2012                                                              |                                                                   |                                                                   |                                                                   |                                                                   |                                                                   |                                                                   |
| 27 stycznia 2012                                                  | Turkmenistan                                                      | Z                                                                 | 4–0                                                               | Arcadia Futbol Kompleksi, Belek (Turcja)                          | mecz towarzyski                                                   |                                                                   |
| 29 lutego 2012                                                    | Urugwaj                                                           | R                                                                 | 1–1                                                               | Stadionul Național, Bukareszt                                     | mecz towarzyski                                                   |                                                                   |
| 30 maja 2012                                                      | Szwajcaria                                                        |                                                                   |                                                                   | Swissporarena, Lucerna                                            | mecz towarzyski                                                   |                                                                   |
| 6 czerwca 2012                                                    | Argentyna                                                         |                                                                   |                                                                   | Stadionul Național, Bukareszt                                     | mecz towarzyski                                                   |                                                                   |
| 7 września 2012                                                   | Estonia                                                           |                                                                   |                                                                   | wyjazd                                                            | El. do Mundialu 2014                                              |                                                                   |
| 11 września 2012                                                  | Andora                                                            |                                                                   |                                                                   | dom                                                               | El. do Mundialu 2014                                              |                                                                   |
| 12 października 2012                                              | Turcja                                                            |                                                                   |                                                                   | wyjazd                                                            | El. do Mundialu 2014                                              |                                                                   |
| 16 października 2012                                              | Holandia                                                          |                                                                   |                                                                   | dom                                                               | El. do Mundialu 2014                                              |                                                                   |

Po raz kolejny stanowisko selekcjonera reprezentacji Rumunii zwolniło się w czerwcu 2011, kiedy w połowie eliminacji do Euro 2012 niespodziewanie zrezygnował Răzvan Lucescu. Wśród jego następców najczęściej wymieniano Gheorghe Hagiego, który w tym czasie stracił pracę w Galatasaray SK. Jednak – po raz trzeci w karierze – trenerem kadry został Pițurcă, czyli szkoleniowiec, który wywalczył z nią awans do wszystkich turniejów w jakich zagrała w ciągu ostatnich jedenastu lat. Działacze Rumuńskiego Związku Piłki Nożnej zaproponowali mu kontrakt do listopada 2015 oraz poprosili o głęboką reformę drużyny narodowej; selekcjoner te warunki przyjął. A reforma była potrzebna, bo kiedy Pițurcă obejmował swoje stanowisko, reprezentacja zajmowała piąte (przedostatnie) miejsce w tabeli eliminacji do Euro 2012, ze stratą pięciu punktów do pierwszej Francji i czterech do drugiej Białorusi. Do zakończenia kwalifikacji zostały cztery gry, m.in. z oboma najlepszymi zespołami. W rankingu FIFA Rumuni byli w tym czasie 42..
Pițurcă był świadomy trudności, przed jakimi stanął. Powiedział:

Jak widzicie, wróciłem. To bardzo trudny czas dla reprezentacji, a ja podjąłem duże ryzyko. Ale lubię wyzwania. Ciągle mamy szansę na awans do Euro 2012 z pierwszego miejsca w grupie.

Pierwszy mecz w charakterze selekcjonera rozegrał 10 sierpnia 2011; przeciwnikiem Rumunii była drużyna San Marino, chociaż pierwotnie w tym terminie miało się odbyć spotkanie z Argentyną. Jednak działacze argentyńscy odwołali mecz po słabym występie ich zespołu na Copa América 2011 i problemach ze znalezieniem nowego trenera kadry po tym, jak pracę stracił Sergio Batista. Podopieczni Pițurki ograli San Marino 1:0. Dzień później selekcjoner usunął z kadry dwu zawodników, kapitana Adriana Mutu oraz Gabriela Tamașa, którzy mimo zakazu szkoleniowca świętowali zwycięstwo w lokalnych barach. Pițurcă zapowiedział, że dopóki on będzie trenerem, żaden z nich już nie zagra w kadrze. Jednak nie dotrzymał słowa: obaj wystąpili w przedostatnim spotkaniu eliminacji, z Białorusią (2:2), a Mutu strzelił nawet dwa gole. Rumunom nie udało się awansować do mistrzostw: w meczach prowadzonych już przez Pițurkę zdobyli tylko trzy punkty (trzy remisy).
16 października 2014 Victor Pițurcă zrezygnował z funkcji selekcjonera reprezentacji Rumunii.

## Sukcesy
| Kariera piłkarska - Steaua Bukareszt: - mistrzostwo Rumunii 1985, 1986, 1987, 1988 i 1989 - Puchar Rumunii 1985, 1987, 1988 i 1989 - Puchar Europejskich Mistrzów Krajowych 1985–1986 - finał Pucharu Europejskich Mistrzów Krajowych 1988–1989 - półfinał Pucharu Europejskich Mistrzów Krajowych 1987–1988 - Superpuchar Europy 1986 - Indywidualnie: - Król strzelców ekstraklasy rumuńskiej, 1987–1988 | Kariera szkoleniowa - Steaua Bukareszt: - mistrzostwo Rumunii 2001 - wicemistrzostwo Rumunii 2003 i 2004 - Puchar Rumunii 1992 - Superpuchar Rumunii 2001 - Universitatea Craiova: - wicemistrzostwo Rumunii 1995 - reprezentacja Rumunii: - start (faza grupowa) w Euro 2008 - awans do Euro 2000 - Indywidualnie: - Trener roku 2007 w Rumunii |  |